# St.-Johannes-Kirche (Waddewarden)

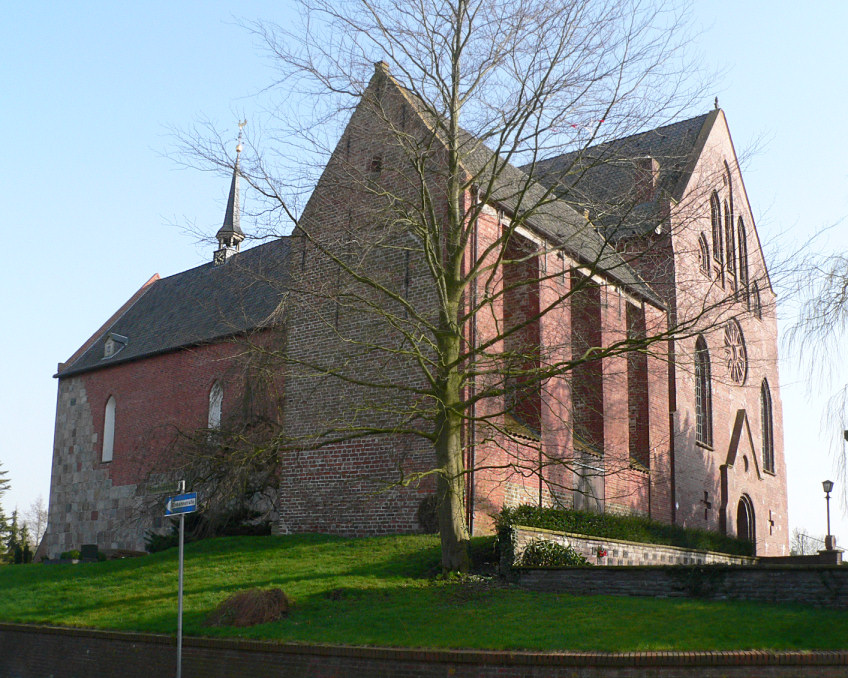
St.-Johannes-Kirche in Waddewarden, Gemeinde Wangerland

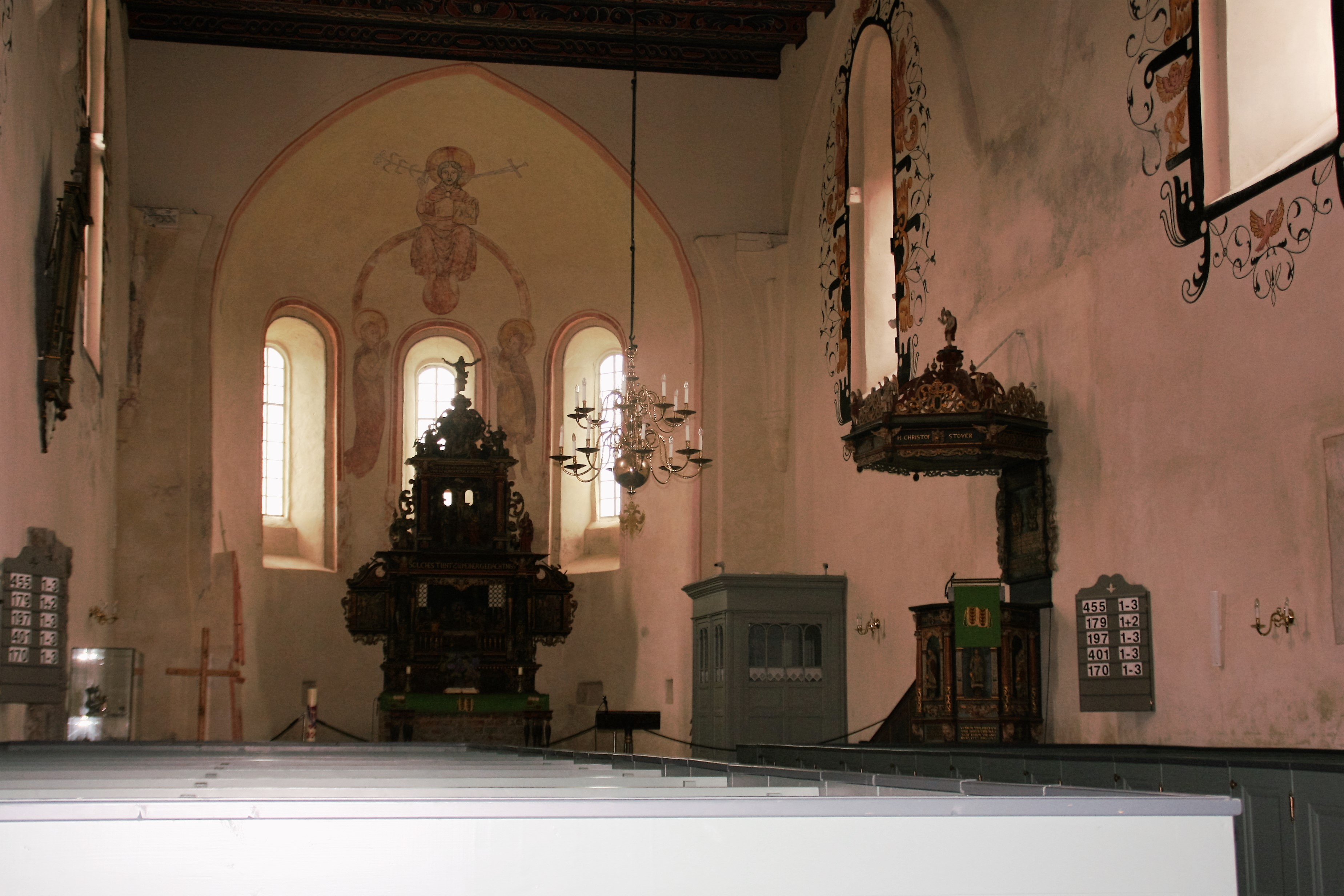
Innenbereich der Saalkirche

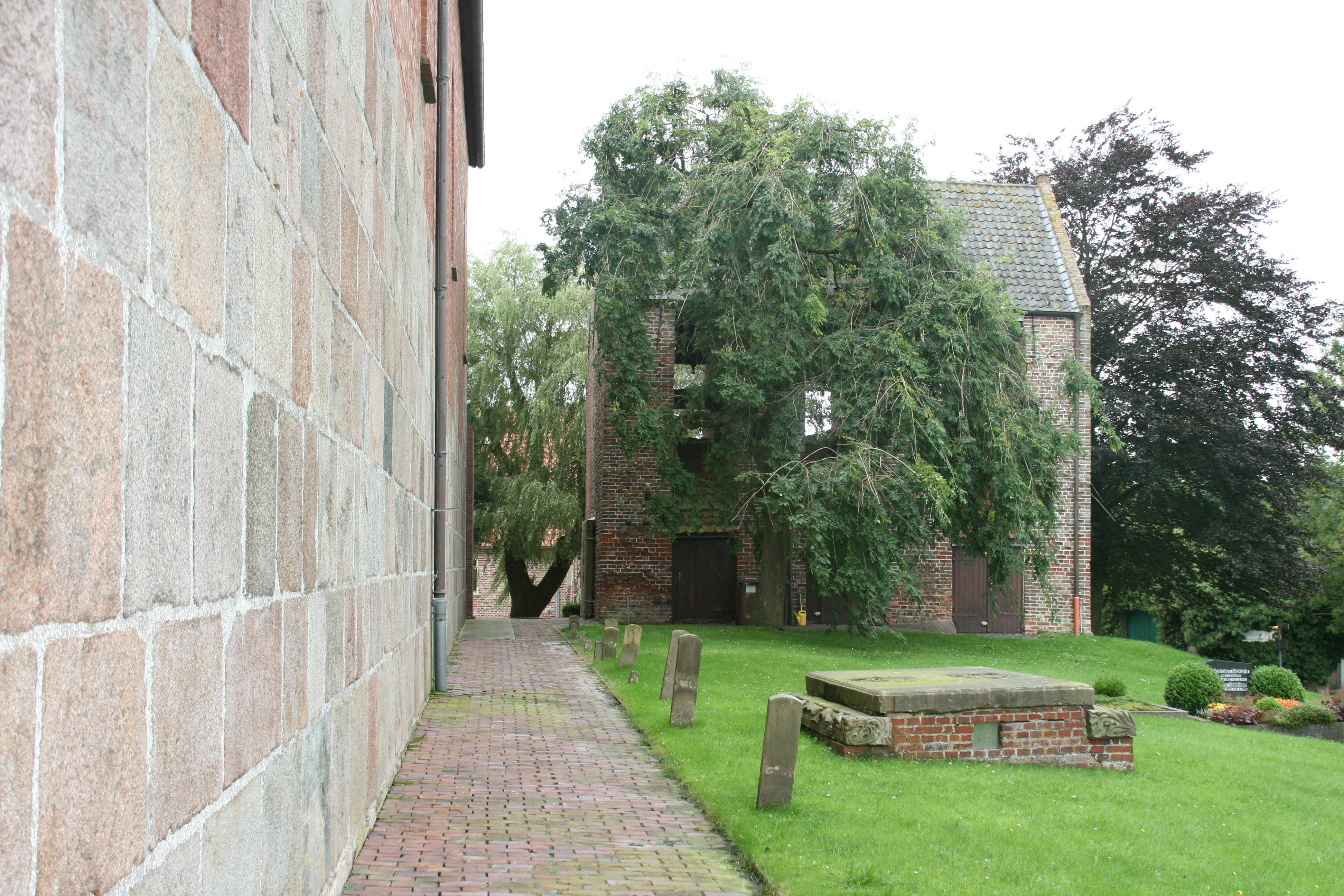
Separater Glockenturm der St.-Johannes-Kirche

Die St.-Johannes-Kirche ist eine evangelische Kirche im Ort Waddewarden der Gemeinde Wangerland. Die Saalkirche auf einer Warft aus dem 13. Jahrhundert ist Station des Wangerländischen Pilgerweges. Sehenswert sind der Taufstein aus dem 13. Jahrhundert und aus der Barockzeit die Schnitzereien des Altarretabels und der Kanzel.

## Baugeschichte
Die St.-Johannes-Kirche hatte mindestens eine Vorgängerkirche. Der heutige Bau, 1246 erstmals erwähnt, wurde auf einer Warft errichtet. Die Apsis hat noch einen typisch romanischen halbrunden Grundriss, aber die Halbkuppel, mit der sie nach oben abschließt, ist schon spitzbogig. Sie ist aus Granitquadern errichtet, wie auch die untere Zone des Kirchenschiffs. Darüber hat man mit Backstein weitergebaut. Die Westfassade wurde gegen Ende des 19. Jahrhunderts neu errichtet. An sie schließt nördlich, getrennt vom eigentlichen Kirchengebäude, ein gemauerter Glockenstuhl in Form des in Friesland verbreiteten Parallelmauertyps an. Die ursprüngliche Flachdecke wurde im 13. Jahrhundert durch ein vierjochiges Gewölbe ersetzt, von dem nur noch die entsprechenden Wandvorlagen erkennbar sind, heute sieht man wieder eine verzierte Balkendecke. Ein lange Zeit zugemauertes Portal an der Südseite wurde später wieder geöffnet.

## Ausstattung
Reste spätgotischer Wandmalereien im Chor, die nach der Freilegung 1952 weitgehend ergänzt wurden, zeigen Maria und Johannes unter dem thronenden Christus. Ohne spätere Übermalung blieben die Fragmente von Passionsszenen an der Südwand, um 1400. Gemalte Ornamente aus dem 17. Jahrhundert rahmen die Fensterlaibungen.
Das 1661 datierte Altarretabel wird dem Bildschnitzer Jacob Cröpelin zugeschrieben. Dargestellt in der Predella ist die Anbetung des Jesuskindes. Darüber spielt sich nach Vorbild der Münstermann-Altäre das Abendmahl in einer perspektivisch tiefen, durchfensterten Raumarchitektur ab. Über der Kreuzigung bekrönt ein auferstehender Christus das Ensemble.

In der gleichen Werkstatt war schon 1649 die von den vier Evangelisten umstandene Kanzel gefertigt worden.
Mit einer schmiedeeisernen Gittertür ist das gemauerte, spätgotische Sakramentshaus unter dem Chorbogen verschlossen.
Aus vorreformatorischer Zeit stammt auch der auf das 13. Jahrhundert datierte Taufstein, ein Import aus dem heutigen Belgien. Er besteht aus Namurer Kalkstein, der auch unter der traditionellen Bezeichnung Namurer Marmor oder Namurer Blaustein bekannt ist.

### Orgel

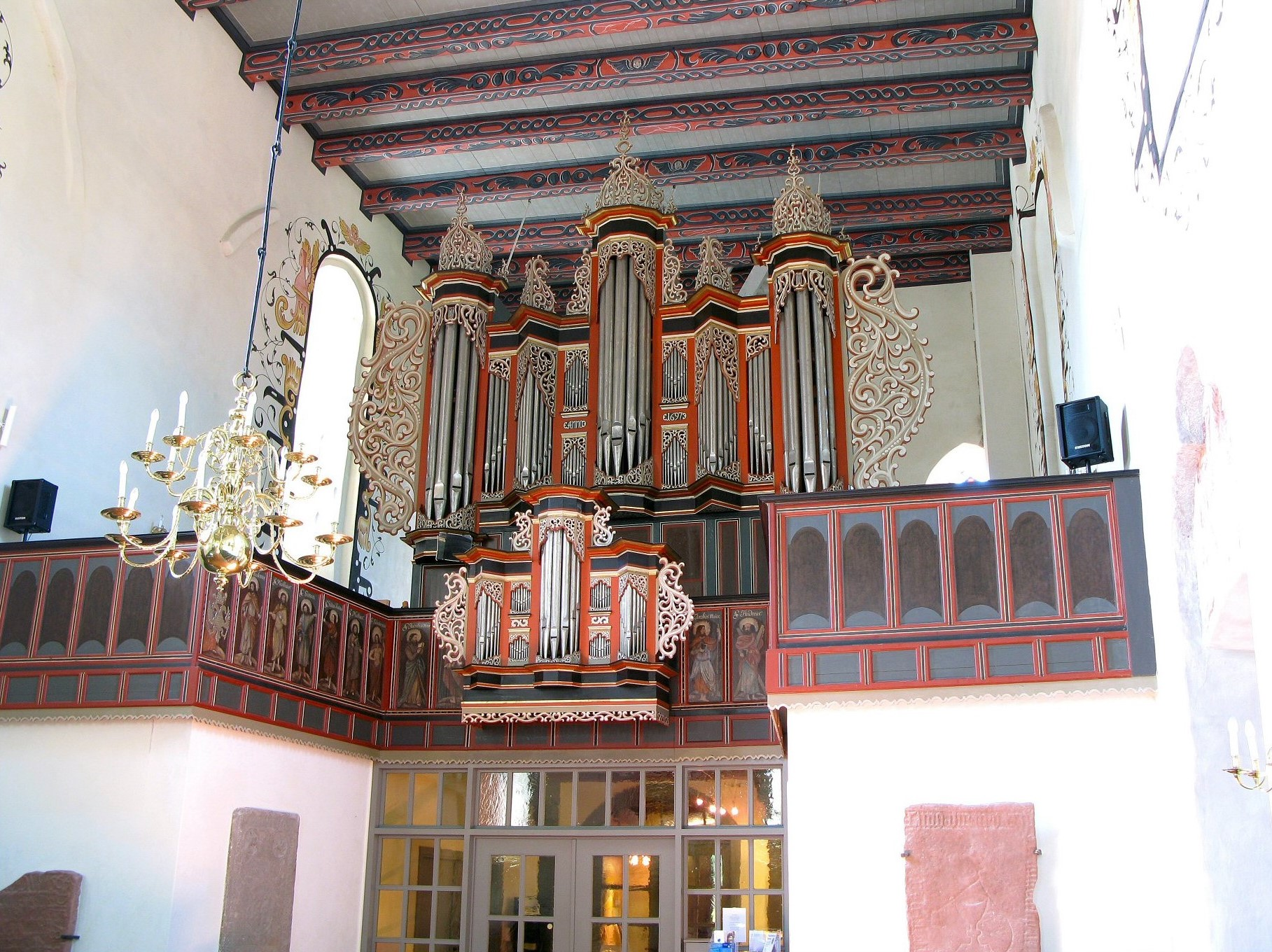
Orgel der St.-Johannes-Kirche

Die Orgel hat ein bespielbares Rückpositiv. Sie wurde 1697 von Joachim Kayser in Jever erbaut. Auf die Felder der Emporenbrüstung sind der Heiland und die 12 Apostel gemalt. 1870 erfolgte die Erweiterung um ein Pedalwerk, allerdings wurde 1933 die alte Komposition von Alfred Führer aus Wilhelmshaven wieder hergestellt. Die jüngste Restaurierung erfolgte 1966.